# اوچ (مجارستان)
اوچ (به مجاری: Öcs) یک شهرداری در مجارستان است که در ناحیه آیکا واقع شده‌است. اوچ ۱۳٫۷ کیلومتر مربع مساحت و ۲۳۸ نفر جمعیت دارد.